# Мантримай
Мантримай (лит. Mantrimai) — деревня в Калварийском самоуправлении Мариямпольского уезда Литвы. Входит в состав Любавасского староства.

## География
Деревня расположена на юго-западе Литвы, в пределах Судувской возвышенности, к северу от реки Шешупе, вблизи государственной границы с Польшей, на расстоянии приблизительно 26 километров к юго-западу от города Мариямполе, административного центра уезда. Абсолютная высота — 155 метров над уровнем моря.
Ближайшие населённые пункты — Любавас, Клинавас, Скайсчай, Скайстеляй, Жиогайчай.

## Климат
Климат характеризуется как влажный континентальный с тёплым летом (Dfb  в классификации климатов Кёппена). Среднегодовая температура воздуха составляет 6,2 °C. Средняя температура самого холодного месяца (января) составляет −5,3 °С, самого жаркого месяца (июля) — 16,6 °С. Расчётная многолетняя норма осадков — 610 мм.

## Население
По данным официальной переписи 2011 года численность населения Мантримая составляла 14 человек (7 мужчин и 7 женщин).